# Лікарка і полковник
«Лікарка і полковник» (італ. La dottoressa ci sta col colonnello) — італійська еротична комедія режисера Мікеле Массімо Тарантіні.
Прем'єра відбулась 19 грудня 1980 року.

## Сюжет
Полковник Анаклето Пунцоне працює головним лікарем військового шпиталю. Під час медичного огляду призовників помічає у Артуро Маццанколла чоловічу гідність великих розмірів, саме те, про що мріє сам. Він його залишає працювати у шпиталі медбратом. Пунцоне їде на медичний семінар по трансплантології, де зустрічає американську лікарку Єву Расселл. Він закохується у неї, але соромиться, тому що має пунктика щодо своєї чоловічої гідності малих розмірів. У полковника виникає ідея зробити пересадку органу Мацанколле собі, для чого останнього він запрошує жити додому і слідкувати за його здоров'ям. Дружина полковника одночасно запрошує жити до себе Єву.

## Актори
| Актор              | Роль                       |
| ------------------ | -------------------------- |
| Надя Кассіні       | лікарка Єва Расселл        |
| Ліно Банфі         | полковник Анаклето Пунцоне |
| Альваро Віталі     | Артуро Маццанколла         |
| Маліса Лонго       | Джованна Пунцоне           |
| Бруно Мінніті      | Тененте Ланчетті           |
| Лучіо Монтанаро    | сестра Фульгенція          |
| Енцо Андроніко     | генерал Манджафуоко        |
| Діно Кассіо        | сержант                    |
| Томас Руді         | пацієнт                    |
| Валентино Сімеоні  | сестра Агнесе              |
| Сальваторе Фурнарі | малюк зі сну               |

## Знімальна група
Режисер — Мікеле Массімо Тарантіні.
Сценаристи — Франческо Міліція, Мікеле Массімо Тарантіні.
Оператор — Маріо Вульпіані.
Композитор — Франко Капманіно.
Художники — Адріана Беллоне, Антоніо Рандацціо.
Монтаж — Еудженіо Алабізо.